# Аванос
Авано́с (тур. Avanos) — місто в центральній частині Туреччини, що знаходиться на території провінції Невшехір, на території історичного регіону Каппадокія.
Місто розташоване на берегах річки Кизил-Ірмак, найбільшої в Туреччині. Середня висота над рівнем моря — 920 м. Відстань до найближчого великого міста Кайсері складає 55 км, до столиці Анкари — 218 км
Населення Аваноса складало за оцінками:
- 2009 — 11872 осіб
- 2013 — 13250 осіб
- 2017 — 13390 осіб

Аванос є центром традиційного гончарства.